# Маркович Володимир Петрович
 Маркович Володимир Петрович – Заслужений лікар України (2018), кандидат медичних наук (2010), науковець, лікар-епідеміолог.

## Біографія
Народився 1 жовтня 1958, с. Рекіти, Закарпатська область. У 1978 р. вступив до Львівського державного медичного інституту (нині – Львівський національний медичний університет імені Данила Галицького), після закінчення якого отримав кваліфікацію лікаря-гігієніста-епідеміолога, працював лікарем Ужгородської міської санітарно-епідеміологічної станції (СЕС).
У 1986-1990 рр. працював головним лікарем [Ужгород]]ської дезінфекційної станції, у 1990-2002 рр. – головним лікарем обласної СЕС – головним державним санітарним лікарем Закарпаття, а в 2002-2010 роках завідував відділом особливо небезпечних інфекцій обласної СЕС. У 2010-2015 рр. – головний державний санітарний лікар Закарпатської області. Із грудня 2015 р. по листопад 2018 р. – директор департаменту охорони здоров’я Закарпатської обласної державної адміністрації.

## Заслужений лікар України
У червні 2018 р. Указом Президента України №175/2018 був удостоєний звання Заслужений лікар України . У жовтні 2018 р. нагороджений почесною відзнакою Закарпатської обласної державної адміністрації "За заслуги перед Закарпаттям" .
У березні 2020 р. був призначений радником в.о. Голови Закарпатської облдержадміністрації з організації заходів щодо запобігання поширенню коронавірусної інфекції на Закарпатті .

## Освітня та наукова діяльність
Від 2000 р. за сумісництвом працював викладачем в Ужгородському національному університеті. Автор та співатор понад 40 наукових статей та публікацій з організації охорони здоров’я і епідеміології.

У січні 2010 р. в Інституті епідеміології та інфекційних хвороб імені Л.В. Громашевського Академії медичних наук України захистив кандидатську дисертацію на тему "Епідеміологічні аспекти надзвичайних ситуацій природного ґенезу (на моделі повеней в Закарпатській області України)" , присвячену питанням протиепідемічних заходів при ліквідації надзвичайних ситуацій природного характеру.
Від вересня 2019 р. займає посаду доцента кафедри наук про здоров’я в Ужгородському національному університеті . Значимість Голови Закарпатської облдержадміністрації з організації заходів щодо запобігання поширенню коронавірусної інфекції на Закарпатті є підтвердженою .